# When I Come Around
Singles de Green Day
Basket Case
(1994) She
(1995)
When I Come Around est une chanson du groupe punk américain Green Day et qui est le quatrième single extrait de leur troisième album, Dookie, paru en 1994. La chanson est sortie en single au début de 1995 et a obtenu un grand succès. Elle contribua grandement, avec les chansons Longview et Basket Case, au succès de l'album.
Elle a atteint la première place du classement Alternative Songs de Billboard.

## Liste des chansons
Version originale
1. When I Come Around – 2:58
2. Coming Clean (live) – 1:36
3. She (live) – 2:14

Les chansons live ont été enregistrées le 18 novembre 1994 à l'Aragon Ballroom, à Chicago, en Illinois.
Version australienne
1. When I Come Around – 2:58
2. Longview (live) – 3:30
3. Burnout (live) – 2:11
4. 2,000 Light Years Away (live) – 2:48

Les chansons live ont été enregistrées le 11 mars 1994 à Jannus Landing, à St. Petersburg, en Floride.
Vinyle 7"
A. When I Come Around – 2:58 

B. She (live) – 2:14